# Onbashira

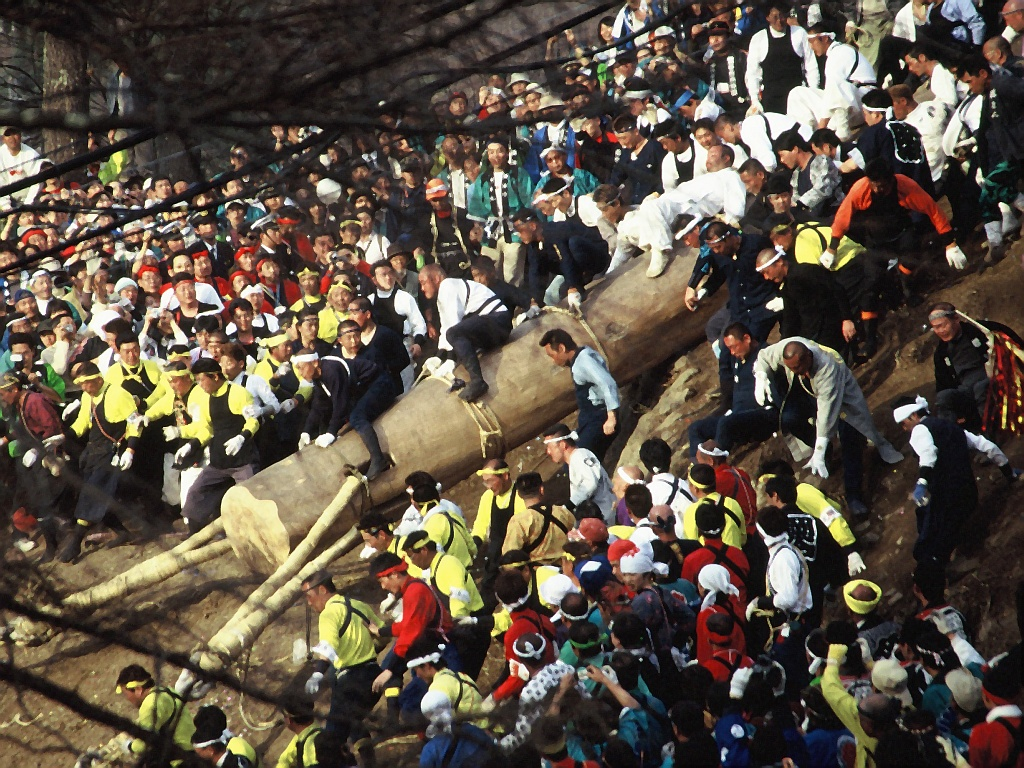
Yamadashi árbol de la gota

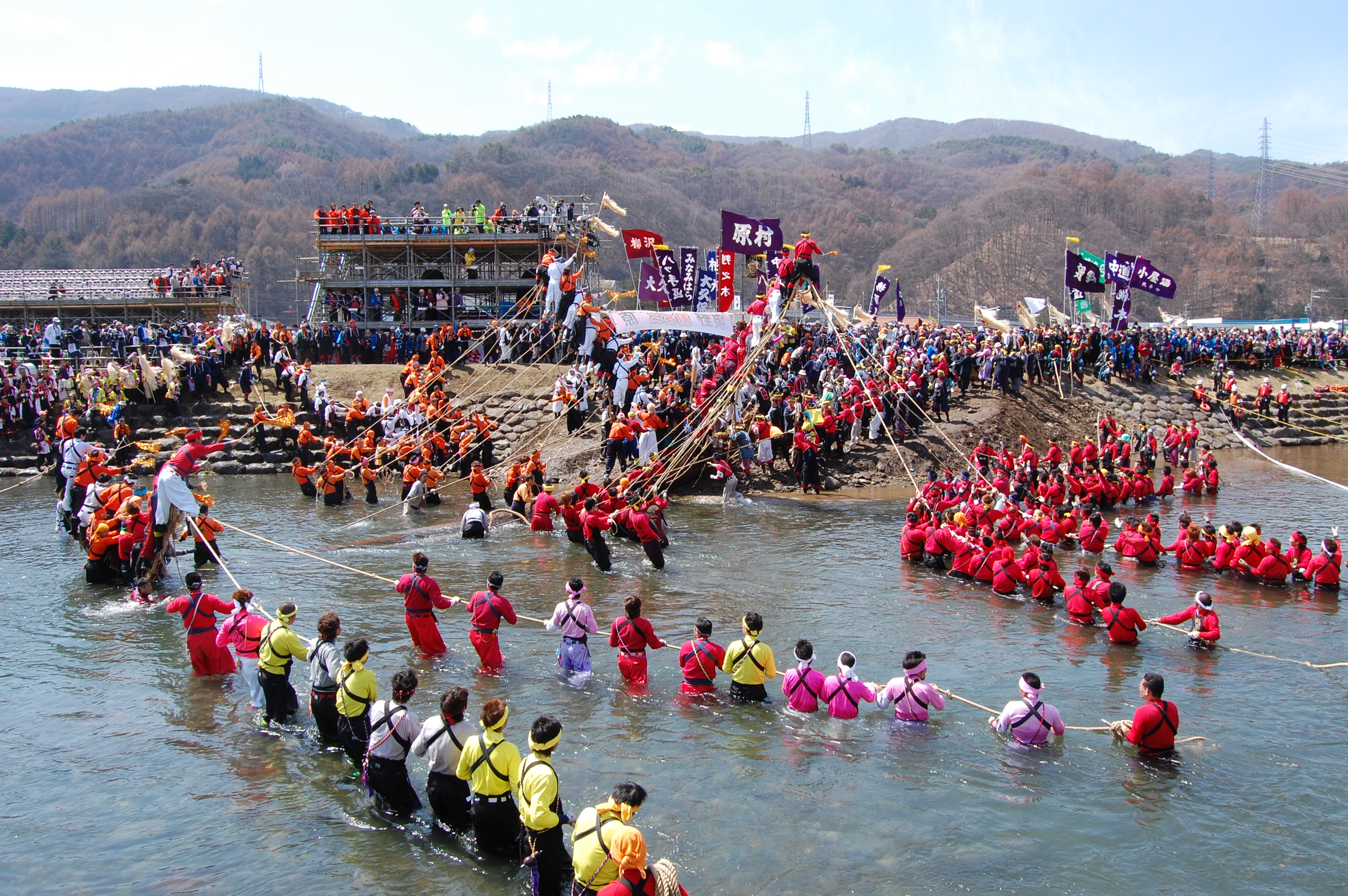
Transportando el onbashira a través del río

El onbashira (御柱祭 Onbashira matsuri?, Festival de los pilares honrados) es un festival que se celebra cada seis años en el Lago Suwa de la Prefectura de Nagano, Japón. El propósito del festival es renovar simbólicamente los cuatro edificios del santuario en el Gran Santuario Suwa, talando dieciséis árboles de abeto, preparándolos como pilares de honor (onbashira) y transportándolos montaña abajo hacia el templo, donde se erigen en las cuatro esquinas de cada edificio. Los participantes del festival se montan en el onbashira mientras se desliza por la montaña, lo arrastran hasta el templo y lo elevan. El festival tiene la reputación de ser el más peligroso en Japón, dado al regular número de personas heridas o muertas mientras montan los troncos.
El festival es conocido por haberse hecho de forma ininterrumpida durante 1200 años. Se celebra una vez cada seis años, en los años del Mono y el Tigre del zodiaco chino. Sin embargo, algunas fuentes indican que el festival se realiza cada siete años, debido a la costumbre tradicional japonesa de contar los intervalos de tiempo, de forma inclusiva (cuentan siete incluyendo al año en curso más los seis siguientes). El Onbashira dura varios meses y consta de dos segmentos, Yamadashi y Satobiki. El Yamadashi tradicionalmente tiene lugar en abril, y el Satobiki tiene lugar en mayo.

## Descripción

### Yamadashi
Yamadashi literalmente significa "salir de las montañas". Dieciséis abetos de aproximadamente 17 a 19 metros de altura se seleccionan y se cortan en una ceremonia sintoísta usando hachas y otras herramientas hechas para la ceremonia. Los troncos se decoran con símbolos rojos y blancos, los colores tradicionales de las ceremonias sintoístas y además se les amarran cuerdas. Durante el Yamadashi grupos de personas arrastran los troncos al pie de la montaña hacia el templo. El camino de los troncos es sobre terrenos difíciles y en algunos tramos los troncos deben ser deslizados o soltados en inclinaciones pronunciadas. Los jóvenes demuestran su valor montando los troncos en la pendiente, que pueden pesar hasta 12 toneladas, en una ceremonia llamada Kiotoshi ("la caída del árbol").

### Satobiki
Durante Satobiki, que se celebra alrededor de un mes más tarde, se pasean los troncos hacia los cuatro edificios del santuario donde serán levantados: Honmiya, Maemiya, Harumiya, y Akimiya. Cuatro onbashira se erigen en cada edificio, uno en cada esquina. Los troncos se levantan con cuerdas y las manos, y mientras están siendo plantados, un grupo ceremonial de transportadores de troncos cantan y realizan otras hazañas. Esta ceremonia se realizó como parte de las ceremonias de apertura de los Juegos Olímpicos de Invierno de 1998 en Nagano.
Después de los dos festivales, hay un evento importante "la construcción de Hoden". Este evento, que marca el final del Onbashira, no es tan famoso como el Yamadashi y el Satobiki.

## Incidentes
El Onbashira tiene la reputación de ser el festival más peligroso en Japón y ha terminado en lesiones y hasta la muerte de los participantes. Hubo incidentes mortales en 1980, 1986, 1994, 2010 y 2016. En 1994, dos hombres se ahogaron, mientras cruzaban el tronco a través de un río. En 2010, dos hombres, Noritoshi Masuzawa, de 45 años y Kazuya Hirata, de 33 años, murieron después de caer de una altura de 10 metros mientras erguían el tronco en el suelo del gran santuario de Suwa. Otros dos hombres resultaron heridos en el mismo accidente, que los organizadores dijeron que ocurrió cuando un cable guía de apoyo del árbol de 17 metros cedió. En el 2016, un hombre murió al caer desde un árbol mientras lo erigían en el santuario.